# Mark Bult
Mark Bult, né le 7 septembre 1982 à Emmen, est un handballeur néerlandais évoluant au poste d'arrière droit dans le club du VfL Gummersbach depuis 2013. En club il porte le numéro 31.